# 생연동
생연동(生淵洞)은 대한민국 경기도 동두천시에 있는 동이다.

## 개요
1962년 양주군 이담면 생연리로 되었으며, 이듬해 1963년 동두천읍 생연2리, 7리로, 1981년 7월 1일 동두천시 생연2동(12개통)이 분리되었다. 도시와 농촌의 복합지역으로 도시인구가 전체 인구의 87.5% 정도를 차지하고 있고, 상업, 음식업, 제조업, 농업 등 다양한 형태의 산업구조를 가지고 경제활동을 펼쳐 나가고 있다. 보산동에 위치한 주한미군 부대 및 공공기관에 종사하며 생활하고 있고, 학교 주변 및 평화로 주변에는 소규모 생계형 상가를 운영하고 피혁단지 및 공업 단지내의 회사원과 자영업자들이 거주하며 일부 자연마을 지역은 아파트 신축으로 지속적인 인구유입이 예상된다.
2018년생연동 행정복지센터로 명칭변경

## 아파트
| 단지명             | 건설사         | 시행사     | 주소          | 입주        | 비고 |
| ------------------ | -------------- | ---------- | ------------- | ----------- | ---- |
| 생연부영 1단지     | ㈜부영         | ㈜부영     | 생연로 72     | 2004년 9월  |      |
| 생연부영 5단지     | ㈜부영         | ㈜부영     |               | 2004년 9월  |      |
| 생연부영 6단지     | 동광주택산업㈜ | 광영토건㈜ | 동두천로 171  | 2003년 7월  |      |
| 대방노블랜드 2단지 | 대방건설       | 대방건설   | 거북마루로 45 | 2005년 10월 |      |

## 교육

### 생연1동
- 동두천초등학교
- 보산초등학교
- 동두천중학교
- 동두천여자중학교
- 한빛누리중학교
- 한빛누리고등학교
- 동두천고등학교
- 한국문화영상고등학교

### 생연2동
- 사동초등학교
- 생연중학교

## 교통
- 동두천중앙역